# Rückverfolgbarkeit (Produktionswirtschaft)
Die Rückverfolgbarkeit (englisch traceability) bedeutet, dass zu einem Produkt oder zu einer Handelsware jederzeit festgestellt werden kann, wann und wo und durch wen die Ware gewonnen, hergestellt, verarbeitet, gelagert, transportiert, verbraucht oder entsorgt wurde.
Diese Weg- und Prozessverfolgung wird auch Tracing genannt und folgendermaßen unterschieden:
- Downstream Tracing (abwärtsgerichtete Verfolgung – vom Erzeuger zum Verbraucher)
- Upstream Tracing (aufwärtsgerichtete Rückverfolgung – vom Verbraucher zum Erzeuger)

## Downstream Tracing
Downstream Tracing (deutsch: „Verfolgung stromabwärts“) bezeichnet die Rückverfolgung von Ware entlang der logistischen Kette vom Hersteller in Richtung Verbraucher. Die verfolgte Produkteinheit ist typischerweise ein Los (Merkmal: gemeinsame Losnummer) oder ein einzelnes Exemplar des Produkts (Merkmal: eindeutige Seriennummer). Die Rückverfolgung kann nur einen Teil der Kette erfassen und beispielsweise beim Einzelhandel enden oder sich bis zum Verbraucher erstrecken.
Die Rückverfolgung wird vor allem für Rückrufaktionen beansprucht.
Bei perfektem Downstream Tracing behält der Hersteller während der ganzen Wertschöpfung einen Überblick, wo seine Produkte im Einsatz stehen – zum Beispiel Autos und Haushaltsgeräte, die mit Gewährleistung der Händler und Garantie der Hersteller verbunden sind. Durch den möglichen Second-Hand-Verkauf der Ware wird diese Verfolgungsmöglichkeit jedoch in der Regel unterbrochen.
Für den Handel und für die Produzenten ist die Kundendatenbank zusätzlich eine Ressource für Marketing und Kundenbindung – zum Beispiel für Angebote für neue Modelle bei Mobiltelefonen oder Aktualisierungen bei Software. Immer mehr Hersteller versuchen auf diesem Wege auch den Handel und Zwischenhandel zu umgehen und vertreiben ihre Waren und Dienstleistungen zunehmend direkt – meistens mit Hilfe vom Internet, E-Commerce und Direct marketing. Voraussetzung für diese abwärtsgerichtete Verfolgung sind Identitätscodesysteme, die jedem einzelnen Exemplar eine unverwechselbare Herstellungsnummer oder „Product-ID“ verleihen, der Handel (Zwischenhandel, wie Detailhandel) wird angehalten, bei Handwechsel die Angaben über den Käufer an den Hersteller weiterzuleiten. Den Computerbenutzern sind als ein mögliches Beispiel die komplizierten Registrierungen für Software vertraut. Auch die Garantiebedingungen, die erst durch Anmeldung beim Hersteller mittels beigelegter Karte in Kraft treten, dienen demselben Zweck. Verbraucherverbände und Datenschützer sehen diese Art von Kundengewinnung deswegen sehr kritisch, nicht zuletzt auch deshalb, da die Adressen und andere Kundendaten jeweils selbst zu einer sehr interessanten Handelsware werden können – die Rede ist von Data-Mining.

## Upstream Tracing
Upstream Tracing entspricht der Rückverfolgung vom Verbraucher zum Händler, seinen Lieferanten und gegebenenfalls auch zum Urerzeuger – bei Lebensmitteln, zum Beispiel, bis zum Bauernhof. Hierbei ist es das Ziel, bei etwaigen Problemen mit der Ware die Ursachen und Verursacher rasch und gezielt feststellen zu können. Vor allem in Krisensituationen, bei Seuchen und Schadstofffunden ist das von großer Bedeutung, besonders auch um andere Konsumenten vor Schäden zu schützen.

## EU-Verordnung zur Rückverfolgbarkeit bei Lebensmitteln ab 1. Januar 2005

Wertschöpfungskettendiagramm: Der Weg der Lebensmittel entlang der Wertschöpfungskette.

Die Pflicht zur Rückverfolgbarkeit gilt für Landwirt, Importeur, Transporteur, die Lebensmittelindustrie als Verarbeiter sowie den Lebensmittelgroßhandel und den Lebensmitteleinzelhandel. Für alle an der Produktion- und Wertschöpfungskette Beteiligten bringt die EU-Verordnung Nr. 178/2002 entsprechende Anforderungen mit sich. Von der Aussaat bis zur Ernte muss jeder Verarbeitungsschritt dokumentiert werden. Jederzeit muss der Landwirt nachweisen können, wann und womit er gedüngt hat und welche Betriebsmittel er verwendet hat. Der Lebensmittelhändler muss genau angeben können, welche Backwaren von welchem Bäcker stammen, der Bäcker muss dokumentieren, aus welcher Mühle wann welches Mehl kam, der Müller muss jederzeit wissen und nachweisen können, von welchem Landwirt er wann welches Getreide bezog, in welchem Silo es gelagert wurde und welche Charge Mehl daraus gemahlen wurde.
Die Rückverfolgbarkeit bezieht sich immer auf eine in einem Arbeitsgang gemeinsam hergestellte Charge. Dies kann zum Beispiel eine Anzahl aus einer Menge Teig gebackener Brote, aus einem Bottich abgefüllter Feinkostsalat oder eine Gruppe von Schlachttieren sein.
Eine Charge hat eine gleich bleibende Loskennzeichnung. Auf den entsprechenden Verpackungen stehen Buchstaben- oder Ziffernkombinationen. Bei lose abgegebenen Lebensmitteln oder bei der Angabe des Mindesthaltbarkeitsdatums entfällt diese Pflicht bisher.

## EU-Verordnung zur Rückverfolgbarkeit von Explosivstoffen ab 5. April 2013 und 4. Mai 2015
Als Reaktion auf verschiedene Terroranschläge in Europa beschloss die EU eine Reihe von Maßnahmen zur europaweiten Terroristenabwehr. Dazu gehören die EU-Richtlinien 2008/43/EG vom 4. April 2008 und 2012/4/EU vom 22. Februar 2012 (auch EU-Kennzeichnungsrichtlinie genannt), die Track & Trace von Explosivstoffen vorschreiben. Rückverfolgbarkeit von Explosivstoffen bedeutet die Kennzeichnung und die Verfolgung aller Explosivstoffe vom Herstellerort oder dem ersten Inverkehrbringen bis zur Verwendung durch den Endnutzer (Track & Trace).
Die Kennzeichnung erfolgt mittels DataMatrix-Code. Es ist eine lückenlose Datenerfassung (Datenerzeugung und Datenaustausch) über die gesamte Lieferkette: Hersteller ↔ Beförderer ↔ Händler ↔ Verwender durchzuführen, um die Rückverfolgung von beliebigen Positionen in der Kette bis zur Quelle bzw. Senke zu sichern. Die EU-Richtlinie betrifft alle Hersteller, Importeure, Händler, Spediteure und Endverbraucher von Explosivstoffen für zivile Zwecke in der EU.
Seit April 2013 besteht die Kennzeichnungspflicht für jeden in der EU hergestellten bzw. in die EU importierten Explosivstoff, soweit er von der EU-Kennzeichnungsrichtlinie betroffen ist. 2012 wurde die Frist auf den 5. April 2015 verschoben, spätestens dann mussten die Explosivstoffe rückverfolgbar sein. Die Kennzeichnungsrichtlinie erstreckt sich auf alle Explosivstoffe für zivile Zwecke.